# Bellevue (Idaho)
Bellevue é uma cidade localizada no estado americano de Idaho, no Condado de Blaine.

## Demografia
Segundo o censo americano de 2000, a sua população era de 1876 habitantes.
Em 2006, foi estimada uma população de 2190, um aumento de 314 (16.7%).

## Geografia
De acordo com o United States Census Bureau tem uma área de
3,1 km², dos quais 3,1 km² cobertos por terra e 0,0 km² cobertos por água. Bellevue localiza-se a aproximadamente 1580 m acima do nível do mar.

## Localidades na vizinhança
O diagrama seguinte representa as localidades num raio de 48 km ao redor de Bellevue.